# Gjutform

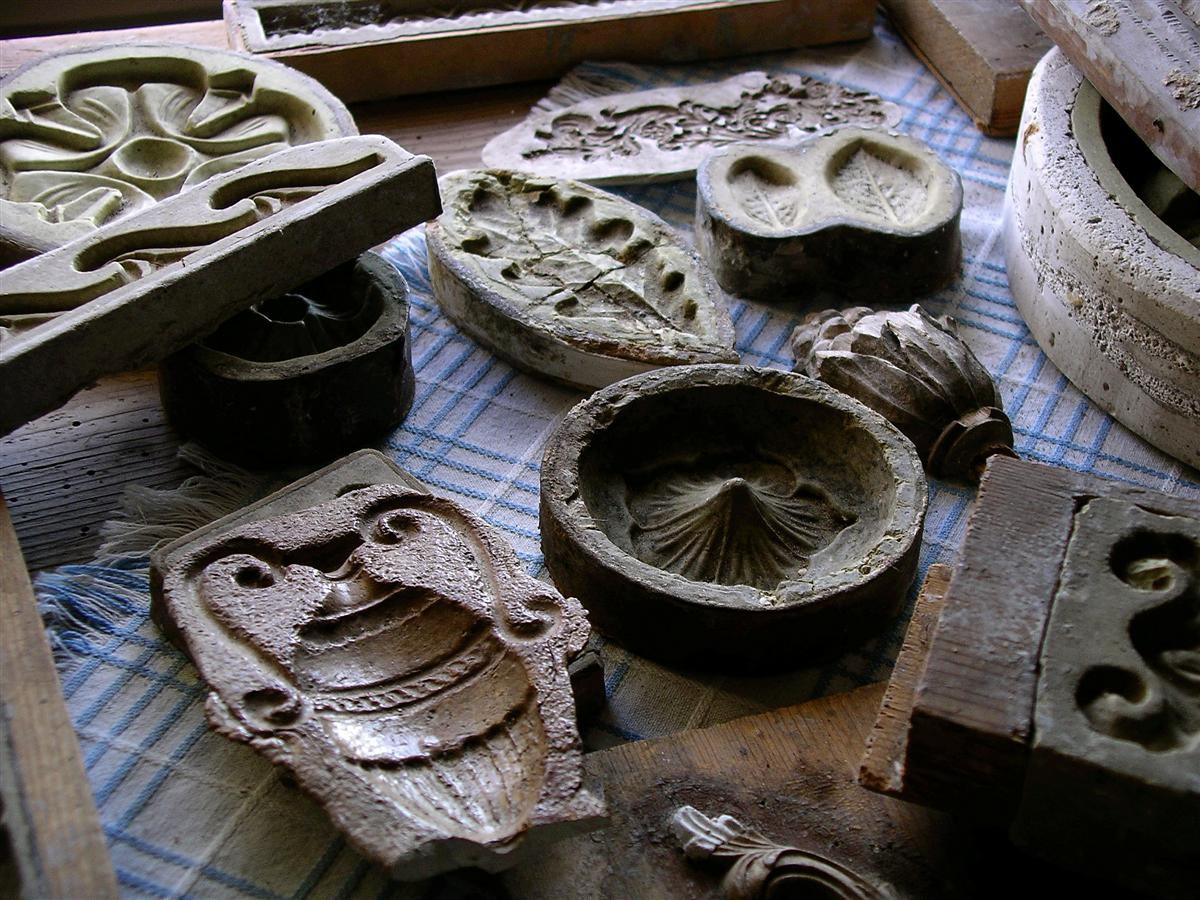
Mässingsgjutformar

Gjutform är en konstruktion med vars hjälp föremål av olika material kan formges genom gjutning. Ibland kan gjutformen användas ett flertal gånger och gör det på så sätt möjligt att massproducera föremål. Vissa material och gjuttekniker gör det dock svårt att återanvända gjutformen när den väl har använts och den måste i dessa fall kasseras. Det sistnämnda gäller till exempel gjuttekniker så som sandgjutning och förloradform.[källa behövs]
En typ av gjutform som oftast är tillverkad av gjutjärn kallas kokill, ibland är dock tillverkad av stål eller koppar. Den används för gjutning av metall.